# Sint Maarten
Sint Maarten (lit. ‘Sant Martí’) és un país constituent del Regne dels Països Baixos que ocupa la meitat meridional de l'illa de Sant Martí, al Carib. L'altra meitat, Saint-Martin, és una col·lectivitat d'ultramar francesa. Formava part de les Antilles Neerlandeses fins a la seva dissolució, el 10 d'octubre del 2010. És candidat a la Unió de la Llengua Neerlandesa.